# Noradrenalintransporter
Der Noradrenalintransporter (NAT) ist ein Protein in der Zellmembran. Es wird beim Menschen durch das SLC6A2-Gen kodiert, welches sich beim Menschen auf Chromosom 16 befindet. NAT ist ein Monoamin-Transporter und verantwortlich für die Natriumchlorid-(Na+/Cl−)-abhängige Wiederaufnahme des extrazellulären Noradrenalins (NA). Das Protein besteht aus 617 Aminosäuren und 12 Transmembrandomänen.

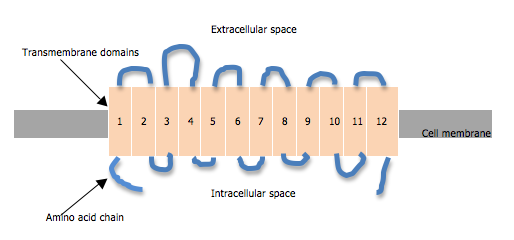
Vereinfachte Struktur des Noradrenalin-Transportproteins

## Vorkommen
Der Transporter befindet sich entlang des Zellkörpers der Axone und Dendriten des Neurons. Sie sind außerhalb der Synapse, an der Noradrenalin freigesetzt wird. Noradrenalintransporter sind auf die Neuronen des sympathischen Systems und die Neuronen des Nebennierenmarks, der Lunge und der Plazenta beschränkt.

## Funktion
NAT transportiert synaptisch freigesetztes Noradrenalin zurück in das präsynaptische Neuron. Bis zu 90 % des freigesetzten Noradrenalins werden von NAT wieder in die Zelle aufgenommen. Die Wiederaufnahme von Noradrenalin ist essentiell für die Regulierung der Konzentration von Monoamin-Neurotransmittern im synaptischen Spalt.
Der Noradrenalintransporter ist als Zielmolekül für die therapeutische Wirkung vieler Antidepressiva von Bedeutung. Durch die Blockierung des Transporters wird die Wiederaufnahme von Noradrenalin gehemmt und die Konzentration des Neurotransmitters im synaptischen Spalt erhöht. Hierdurch wird der Sympathikotonus erhöht (siehe NARI). Noradrenalin ist ein wichtiger Neurotransmitter im zentralen und peripheren Nervensystem und reguliert wesentliche Funktionen, einschließlich Aufmerksamkeit, Gedächtnis, Emotion und autonome Funktionen.
Ferner werden mittels des Transporters auch strukturähnliche Transmitter wie bspw. Dopamin transportiert und vermitteln dadurch eine Ausschüttung des eigentlichen Transmitters. Eine erhöhte Konzentration von NAT wird mit ADHS in Verbindung gebracht.

## Psychostimulanzien
Amphetamin, Methamphetamin und Kokain initiieren ihre Wirkung ebenfalls über Transporter und bewirken durch Ausschüttung von Monoaminen die substanztypischen Wirkungen (Abschwächung des Müdigkeitsgefühls, Steigerung der Aufmerksamkeit, Unterdrückung des Appetits etc.).